# Ferdinand Emonds
Ferdinand Emonds (* 15. März 1754 in Pfeddersheim; † 19. November 1813 in Oppenheim) war Stadtschreiber (Kanzleivorsteher) und Maire in Oppenheim sowie Präfekturrat im Département du Mont-Tonnerre (Donnersberg).

## Leben
Kurz nach der Geburt Ferdinand Emonds in Pfeddersheim wurde sein Vater Stadtschreiber in Oppenheim und verlegte den Wohnsitz der Familie nach dort. Ferdinand verlor seinen Vater bereits 1759, als er selbst erst 5 Jahre alt war.
Nach Schulbesuch und Jurastudium gelang es ihm, das frühere Amt seines Vaters, Stadtschreiber (Kanzleivorsteher) in Oppenheim zu erlangen.
In der politisch schwierigen Zeit der Besetzung durch die französischen Revolutionstruppen vertrat er eine in seinem Amt sehr gefährliche und mutige kritische Haltung zur herrschenden politischen Macht, indem er seine kontroverse Meinung oft genug offen und klar ausdrückte. So sah er es unter anderem nicht als notwendig an, an einer für die Stadtoberen Oppenheims angeordneten Huldigung des durchreisenden Generals Bonaparte teilzunehmen.
Er verhielt sich dennoch beispielhaft loyal, nachdem die Verhältnisse im Frieden zu Lunéville festgeschrieben worden waren. Die französische Administration fasste Vertrauen in die Grundhaltung Emonds' und berief ihn als Präfekturrat in das oberste Gremium des Département du Mont-Tonnerre (Donnersberg), einem der vier linksrheinischen Departements. Aus dieser Zeit ist ein Brief von Kaiserin Josephine an den Präfekten Jeanbon St. André in Mainz überliefert mit lobenden Worten ihres Mannes Napoléon Bonaparte über Emonds.
Der Friedensvertrag von Lunéville machte den Rhein durch einen bürokratischen Federstrich zur Grenze zwischen Frankreich und den deutschen Ländern. Linksrheinische Orte wie Oppenheim und Nierstein verloren damit über Nacht ihre landwirtschaftlichen und waldreichen Besitzungen auf der rechten Rheinseite (Kornsand und Knoblochsaue) an die Landgrafschaft Hessen-Darmstadt. Um die wirtschaftlichen Verluste für Oppenheim zu mildern, ließ Emonds in den Rheinauen große Pflanzungen mit Pappeln und Eichen anlegen, die heute noch als „Oppenheimer oder Emonds-Wäldchen“  bekannt sind. Die Erinnerung an die sozial und wirtschaftlich kluge Entscheidung wird an Pfingsten mit der „Wäldcheskerb“ wachgehalten sowie im Namen der für kleine Veranstaltungen genutzten Emondshalle.
Die von Emonds angestoßene Trockenlegung der Gräben und Sümpfe in der Rheinniederung unterhalb Oppenheims war dazu gedacht, für die verlorenen agrarisch genutzten rechtsrheinischen Gebiete Ersatzflächen zu gewinnen. Mittelfristig verlor damit aber auch die dort beheimateten Anophelesmücke die Lebensgrundlage, was wiederum entscheidend zur Eindämmung der bisher in der Sommerzeit in Oppenheim gefürchteten Malariakrankheit beitrug.
Das bleibende Verdienst Emonds war es, die beiden zukunftsträchtigen Maßnahmen angestoßen zu haben; den eigentlichen Erfolg konnte er selbst nicht mehr erleben.
Emonds starb am 19. November 1813 mit Frau und einigen Kindern an der Spitalpest, einer gefährlichen Krankheit, die durch die in der Leipzig und Hanau 1813 geschlagenen über den Rhein zurückflüchtenden Soldaten der Grande Armée auch ins Lazarett Oppenheim eingeschleppt worden war.
Emonds hatte sich wie sein Vorgesetzter in Mainz, Präfekt Jeanbon St. André um die Organisation der Pflege der Kranken und Verwundeten verdient gemacht und sich dabei nicht geschont. St. André steckte sich an der dort Typhus de Mayence genannten Seuche an und verschied 21 Tage nach Ferdinand Emonds als eines von etwa 20.000 Opfern am 10. Dezember.